# Nicolas Stempnick
Nicolas Stempnick (1 februari 1989) is een Belgische atleet, die gespecialiseerd is in het verspringen. Hij veroverde zes Belgische titels.

## Biografie
Stempnick veroverde in tussen 2008 en 2010 drie opeenvolgende Belgische indoortitels in het verspringen. In 2009, 2011 en 2012 werd hij outdoor Belgisch kampioen verspringen. In 2011 nam hij op deze discipline deel aan de Europese kampioenschappen U23 in het Tsjechische Ostrava. Hij bereikte de finale en eindigde daarin op de 10e plaats.
Hij was aangesloten bij Dour Sport.

## Belgische kampioenschappen
| Onderdeel          | Jaar             |
| ------------------ | ---------------- |
| verspringen        | 2009, 2011, 2012 |
| verspringen indoor | 2008, 2009, 2010 |

## Persoonlijke records
Outdoor
| Onderdeel   | Prestatie | Wind     | Datum      | Plaats  |
| ----------- | --------- | -------- | ---------- | ------- |
| verspringen | 7,76 m    | +0,0 m/s | 8 mei 2011 | Brussel |

Indoor
| Onderdeel   | Prestatie | Datum            | Plaats |
| ----------- | --------- | ---------------- | ------ |
| verspringen | 7,73 m    | 15 februari 2014 | Gent   |

## Palmares

### verspringen
- 2008:  BK indoor AC – 7,33 m
- 2008:  BK AC – 7,63 m
- 2009:  BK indoor AC – 7,42 m
- 2009:  BK AC – 7,37 m
- 2010:  BK indoor AC – 7,32 m
- 2011:  BK AC – 7,49 m
- 2011: 10e EK U23 te Ostrava – 7,54 m
- 2012:  BK AC – 7,65 m
- 2013:  BK indoor AC – 7,56 m
- 2013:  BK AC – 7,44 m
- 2014:  BK indoor AC – 7,73 m
- 2014:  BK AC – 7,38 m
- 2015:  BK AC – 7,46 m

### hink-stap-springen
- 2011:  BK AC – 14,39 m